# 친구사이?
《친구사이?》는 김조광수가 감독하고 2009년에 개봉한 대한민국의 영화이다. 
2009년 청소년 관람불가 판정을 받았지만, 2013년 11월 대법원이 이 같은 등급 분류는 부당하다며 청소년 관람불가를 취소하라는 확정 판결을 내놨다. 법원은 영화 '친구사이?'가 선정적이라고 보기 어렵고 동성애를 유해한 것으로 취급하는 것은 성적 소수자의 인격권을 제한한다고 판단했다.

## 줄거리
석이는 남자친구 민수의 군대 면회를 가려고 초콜릿을 만들어 간다. 둘은 만나서 이야기를 나누는 중 민수의 엄마 역시 면회를 오고, 세 사람은 대화를 나누게 되는데, 둘 사이는 무슨 사이냐고 물어보는 엄마에게 초등학교 때 친구인데 우연히 다시 만나게 되었다고 소개를 한다.

## 캐스팅

### 주요 인물
- 이제훈 - 이석 역
- 서지후(연우진) - 강민수 역

### 주변 인물
- 이선주 - 민수 엄마 역
- 이채은 - 채은 역
- 문성권 - 병장 역
- 손철민 - 면회소 군인 역
- 오제키 신야 - 버스 군인2 역
- 임지현 - 버스 군인1 역
- 이춘형 - 매표소 직원 역

### 우정 출연
- 고수희 - 레스토랑 사장 역